# فراری ۳۶۵

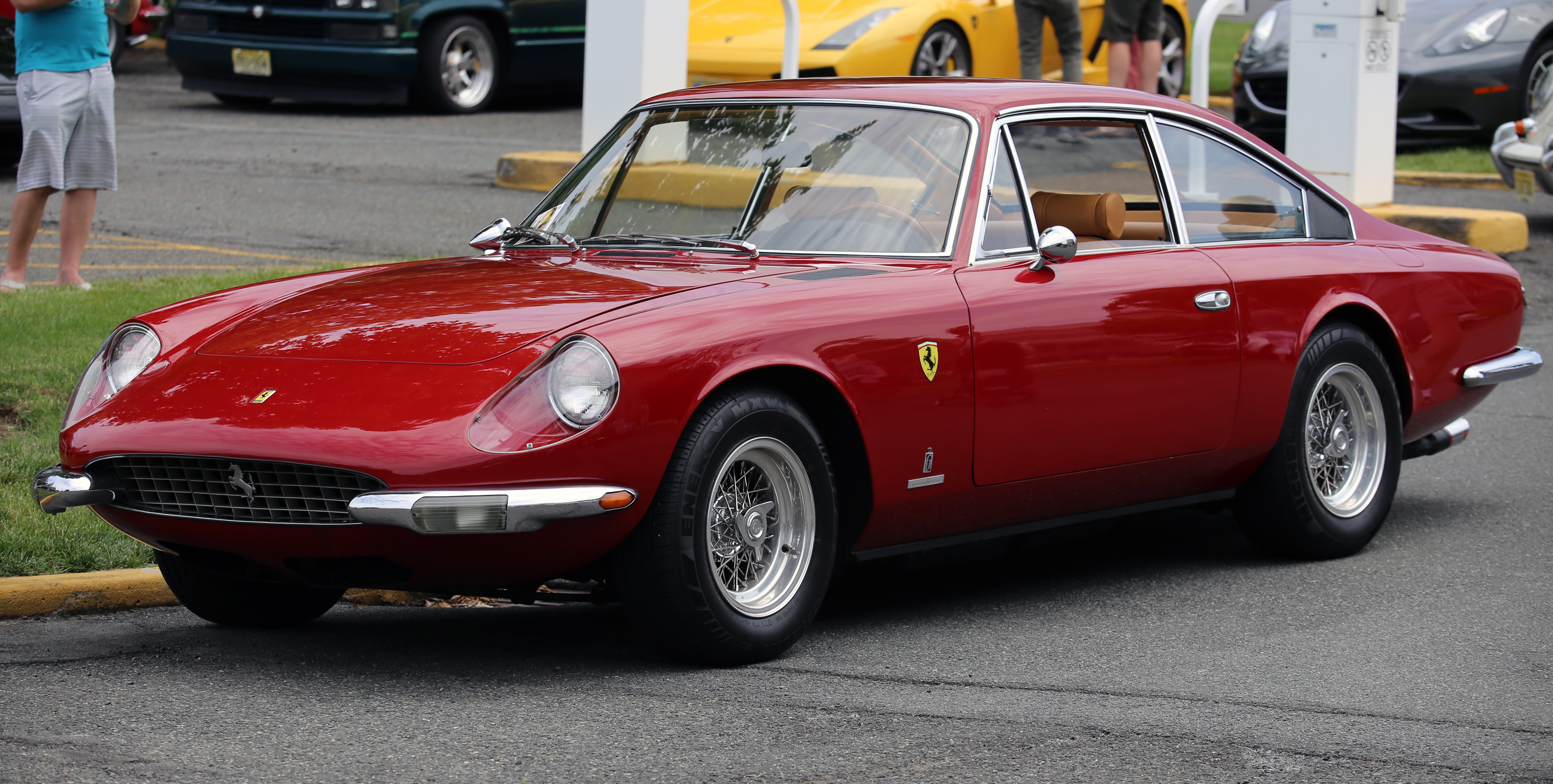

فراری ۳۶۵ (Ferrari ۳۶۵) خودرویی است که در سال‌های ۱۹۶۶–۱۹۷۰تولید شده‌است.
این خودرو در کلاس خودرو اسپورت قرار گرفته، طراحی آن خودروهای موتور جلو-محور عقب بوده است.